# Стекловолокно
Стекловолокно́ (стеклонить) — волокно или комплексная[прояснить] нить, формируемые из стекла. В такой форме стекло демонстрирует необычные для себя свойства: не бьётся и не ломается, а вместо этого легко гнётся без разрушения. Это позволяет ткать из него стеклоткань.
Стекловолокна естественного происхождения встречаются в местах, где происходили извержения вулканов, и называются волосы Пеле. Они состоят из базальтовых пород, содержат включения кристаллов и по физико-механическим свойствам не являются аналогами стекловолокна.

## Виды стекловолокна
Стекловолокно экструдируют из расплава стекла специального химического состава. Экструзия, как и в других случаях, производится путём продавливания расплава через прядильные фильеры. Исходный продукт, как и в других областях производства химических волокон, получается в виде бесконечных элементарных волокон (филаментов), из которых далее в процессе переработки формируются или комплексные нити (диаметр филаментов 3—100 мкм (линейная плотность до 0,1 Текс)) и длиной в упаковке 20 км и более (непрерывное стекловолокно), линейная плотность до 100 Текс, или в стеклянные ровинги (продукты линейной плотностью более 100 Текс). В этом случае, как правило, продукт перерабатывается в кручёные нити (ровинги) на крутильно-размоточных машинах. Данные полуфабрикаты далее могут быть подвергнуты любым формам текстильной переработки в кручёные изделия (нити сложного кручения, шнуры, шпагаты, канаты), текстильные полотна (ткани, нетканые материалы), сетки (тканые, специальной структуры).
Стекловолокна также могут выпускаться в дискретном (штапельном) виде. Также исходный стеклянный ровинг может быть переработан путём резки, рубки или разрывного штапелирования в дискретные (штапельные) волокна со штапельной длиной 0,1 (микроволокно) — 50 см, титр волокна в данном случае, как правило, ниже, чем филаментных нитей и соответствует диаметру 0,1—20 мкм. Основная масса штапельных стекловолокон перерабатывается в нетканые материалы (кардные, иглопробивные, нитепрошивные, стеклохолст) по различным технологиям (кардочесание, преобразование прочёса, иглопробивание, нитепрошивание, «вэт-лэйд»), стекловату, штапельную пряжу.
По внешнему виду непрерывное стекловолокно напоминает нити натурального или искусственного шёлка, а штапельное — короткие волокна хлопка или шерсти.
Основная область применения стекловолокна и стеклотекстильных материалов, — использование в качестве армирующих элементов стеклопластиков и других композитов. Также стеклоткани могут самостоятельно использоваться в качестве конструкционных и отделочных материалов. В этом случае они зачастую подвергаются той или иной форме отделки, главным образом — пропитке связующим (латекс, полиуретан, крахмалы, смолы. прочие полимеры). Из стеклонитей производят фитили для жидкостных горелок.

## Производство
Непрерывное стекловолокно формуют вытягиванием из расплавленной стекломассы через фильеры (число отверстий 200—4000) при помощи механических устройств, наматывая волокно на бобину. Диаметр волокна зависит от скорости вытягивания и диаметра фильеры. Технологический процесс может быть осуществлён в одну или в две стадии. В первом случае стекловолокно вытягивают из расплавленной стекломассы (непосредственно из стекловарочных печей), во втором используют предварительно полученные стеклянные шарики, штабики или эрклез (кусочки оплавленного стекла), которые плавят в стеклоплавильных печах или в стеклоплавильных аппаратах (сосудах).
Штапельное стекловолокно формуют путём раздува струи расплавленного стекла паром, воздухом или горячими газами и другими методами.

## Физико-механические свойства
Механические свойства волокон:
| Волокно   | Плотность, 103·кг/м3 | Модуль растяжения, ГПа | Предел прочности при растяжении, ГПа |
| --------- | -------------------- | ---------------------- | ------------------------------------ |
| E-стекло  | 2,5                  | 73                     | 2,5                                  |
| S-стекло  | 2,5                  | 86                     | 4,6                                  |
| Кремнезём | 2,5                  | 74                     | 5,9                                  |

Свойства высокомодульных волокон и однонаправленных эпоксидных композиционных материалов:
| Тип волокон  | Марка волокна   | Свойства волокон длиной 10 мм | Свойства волокон длиной 10 мм | Свойства композиционных материалов | Свойства композиционных материалов | Свойства композиционных материалов |
| Тип волокон  | Марка волокна   | σв                            | E                             | σв                                 | E                                  | σв / (pg), км                      |
| Тип волокон  | Марка волокна   | ГПа                           | ГПа                           | ГПа                                | ГПа                                | σв / (pg), км                      |
| ------------ | --------------- | ----------------------------- | ----------------------------- | ---------------------------------- | ---------------------------------- | ---------------------------------- |
| Стеклянные   | ВМ-1            | 3,82                          | 102,9                         | 2,01                               | 69,1                               | 98                                 |
| >>           | ВМП             | 4,61                          | 93,3                          | 2,35                               | 64,7                               | 114                                |
| >>           | М-11            | 4,61                          | 107,9                         | 2,15                               | 72,6                               | 98                                 |
| Борные       | БН (сорт 2)     | 2,75                          | 392,2                         | 1,37                               | 225,5                              | 75                                 |
| >>           | БН (сорт 1)     | 3,14                          | 382,4                         | 1,72                               | 274,6                              | 87                                 |
| >>           | Борофил (США)   | 2,75                          | 382,4                         | 1,57                               | 225,5                              | 80                                 |
| Органические | СВМ             | 2,75                          | 117,7                         | 1,47                               | 58,5                               | 111                                |
| >>           | Кевлар-49 (США) | 2,75                          | 130,4                         | 1,37                               | 80,4                               | 100                                |

Объёмная доля наполнителя 60 %.
Механические свойства волокон:
| Марка стекла       | Плотность ρ, 10−3 кг/м3 | Модуль упругости Е, ГПа | Средняя прочность на базе 10 мм, ГПа | Предельная деформация ε, % |
| ------------------ | ----------------------- | ----------------------- | ------------------------------------ | -------------------------- |
| Высокомодульное    | 2,58                    | 95                      | 4,20                                 | 4,8                        |
| ВМ-1               | 2,58                    | 93                      | 4,20                                 | 4,8                        |
| ВМП                | 2,46                    | 85                      | 4,20                                 | 4,8                        |
| УП-68              | 2,40                    | 83                      | 4,20                                 | 4,8                        |
| УП-73              | 2,56                    | 74                      | 2,00                                 | 3.6                        |
| Кислотостойкое 7-А |                         |                         |                                      |                            |

## К сведению
Физико-механические свойства стекла
На предел прочности на растяжение стёкол влияют микроскопические дефекты и царапины на поверхности. Для конструктивных целей в основном применяют стекло с прочностью на растяжение 50 МПа. Стёкла имеют модуль Юнга около 70 ГПа.